# Dermulo
Dermulo (Dermùl in noneso) è una frazione del comune di Predaia in provincia di Trento. Fu Comune autonomo fino al 1928. Il paese ha circa duecento abitanti; elementi caratteristici della frazione sono la diga di Santa Giustina, l'Eremo e la chiesetta di San Filippo e Giacomo. La diga, alta 140 metri, è stata costruita nel 1940 e molte persone persero la vita costruendola. L'Eremo è difficile da raggiungere, trovandosi sul dirupo che porta al torrente Noce. La chiesetta di San Filippo e Giacomo è stata costruita circa nell'anno 1778.

## Il toponimo
Secondo il linguista Carlo Battisti, il toponimo "Dermulo" è di probabile origine retica, analogamente a quello di Armo, un antico comune della Val Vestino, oggi frazione di Valvestino; difatti nel 1218 Dermulo era chiamato "Armulo".

## Infrastrutture e trasporti
Da Dermulo si separano le strade per l'Alta Val di Non (SS43dir), la Bassa Val di Non (SS43) e la Val di Sole (SS42). 
Dermulo ebbe due stazioni, fra loro raccordate, poste rispettivamente lungo la tranvia Trento-Malé, attiva fra il 1909 e il 1956, e lungo la tranvia Dermulo-Fondo-Mendola, attiva fra il 1909 e il 1934.
Nel 1964, la stazione della linea per Malé fu in seguito sostituita da quella lungo la ferrovia Trento-Malé-Mezzana. Il piazzale antistante è anche capolinea delle autolinee extraurbane 627 (Coredo - Smarano - Sfruz) e 630 (Fondo - Dambel - Don - Ruffré-Mendola), gestite da Trentino Trasporti.

## Galleria d'immagini

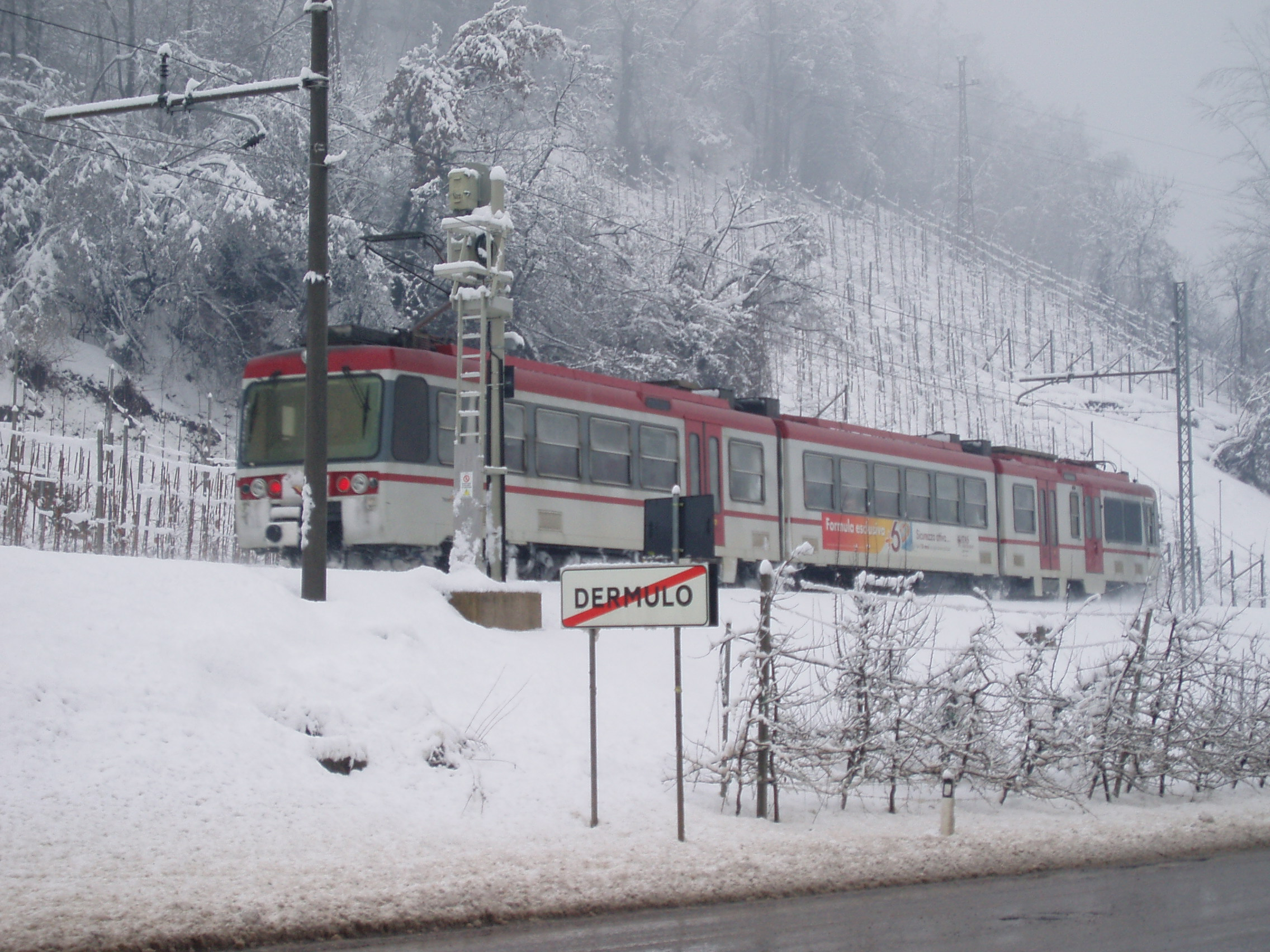
Ferrovia a Dermulo